# ويلارد غراهام
ويلارد غراهام (1882 في الولايات المتحدة - 10 فبراير 1958 في الولايات المتحدة) (بالإنجليزية: Willard Graham)‏ هو لاعب كريكت أمريكي. شارك مع منتخب الولايات المتحدة الوطني للكريكت. أما مع النوادي، فقد لعب مع Philadelphian cricket team ‏.